# Anica Stabel
Anica Stabel (* 22. August 1999) ist eine deutsche Tennisspielerin.

## Karriere
Stabel spielt bislang vor allem nationale Turniere und auf der ITF Women’s World Tennis Tour, wo sie bislang aber noch keinen Titel gewinnen konnte.
2017 gewann sie die Norddeutschen Meisterschaften der Damen in Hamburg und danach die Deutschen Jugendhallenmeisterschaften U18 in Essen. Bei den Nationalen Deutschen Hallen-Tennismeisterschaften Anfang Dezember in Biberach startete sie im Hauptfeld, verlor aber ihr Erstrundenmatch gegen Lena Ruppert mit 4:6 und 5:7. Ihr erstes Profiturnier spielte sie im Januar 2018 in Stuttgart-Stammheim und in Folge noch weitere sieben ITF-Turniere bis Ende 2018.
2020 gewann sie das A6-Damentennisturiner LSC Masters des Leipziger Sport Club.
2024 erhielt sie im Juni eine Wildcard für die Qualifikation zum Hauptfeld im Dameneinzel der ecotrans Ladies Open, ihrem ersten Turnier auf der WTA Tour. Sie verlor aber ihr Erstrundenmatch gegen Weronika Kudermetowa klar mit 0:6 und 2:6.
Seit 2017 spielt Anica Stabel für die Damenmannschaft des LTTC Rot-Weiß Berlin in der 2. Tennis-Bundesliga, mit der sie 2017 den 3. Platz und 2018 den 6. Platz erreichte und in die Regionalliga abstieg. 2022 gelang der Wiederaufstieg in die 2. Bundesliga und 2023 ungeschlagen mit 14:0 Punkten der Durchmarsch in die 1. Lga. Dort schlug man zum Auftakt der Saison 2024 im Mai den amtierenden Meister TC Bredeney, wobei Stabel einen wichtigen Sieg im Einzel gegen Yanina Wickmayer zur 4:2-Führung nach den Einzeln beisteuern konnte.